# Free (Concrete-Blonde-Album)
Free ist das zweite Musikalbum der US-amerikanischen Alternative-Rock-Band Concrete Blonde. Auf ihm wirkte zum ersten und einzigen Mal Alan „Al“ Bloch mit, der anstelle von Johnette Napolitano den Bass spielte. Die MTV-Sendung für Alternative Rock 120 Minutes strahlte den Videoclip zu God Is a Bullet mehrfach aus, was Concrete Blonde zu größerer Insiderbekanntheit verhalf.

## Titelliste
1. God Is a Bullet (James Mankey, Johnette Napolitano) – 4:24
2. Run Run Run (Johnette Napolitano) – 4:00
3. It's Only Money (Phil Lynott) – 2:45
4. Help Me (Johnette Napolitano) – 2:42
5. Sun (Johnette Napolitano) – 2:46
6. Roses Grow (Johnette Napolitano) – 3:15
7. Scene of a Perfect Crime (Johnette Napolitano) – 4:42
8. Happy Birthday (Johnette Napolitano) – 2:22
9. Little Conversations (Johnette Napolitano) – 2:48
10. Carry Me Away (Johnette Napolitano) – 3:42

Nur auf CD-Re-Release von 2004:
1. Free (Johnette Napolitano) – 3:10
2. Little Wing (Jimi Hendrix) – 4:13

## Songinfos
Negative Situationen beziehungsweise Stimmungen tragen das Album. Der Opener God Is a Bullet handelt von Schusswaffen-Opfern, das nächste Stück, Run Run Run, von Drogenabhängigkeit. It’s Only Money ist eine Thin-Lizzy-Coverversion. Napolitano ist in den folgenden Songs mal verzweifelt (Help Me), mal resigniert (Little Conversations), mal weltflüchtend (Happy Birthday), mal wehmütig (Scene of a Perfect Crime), mal melancholisch (Carry Me Away). Selbst wenn die „wachsenden Rosen“ keine Trip-Erscheinungen sind, sondern eine Metapher für das tatsächlich vorhandene Schöne und Gute, die Lichtblicke im schummrigen, lasterhaften Nachtleben von Los Angeles, so gehört der Song Roses Grow wegen seiner teilweisen Gossensprache trotzdem zu den abgründigen. Er bildet jedoch aufgrund seiner Instrumentierung eine musikalische Ausnahme: Napolitanos Stimme wird von Percussion begleitet, während im Hintergrund Straßenlärm für die nötige Atmosphäre sorgt. Einziges „positives“ Lied ist Sun, das von jemandem handelt, der in der Lage ist, ein finsteres Gemüt aufzuhellen. Napolitano gibt zu, dass die ersten drei Concrete-Blonde-Alben düster waren und der Vorwurf, es sei „suicide music“ (Selbstmord-Musik), berechtigt.
Ausgekoppelt wurde God Is a Bullet (die Vinyl-Maxi mit den beiden Left-overs Free und Little Wing als Dreingabe) sowie Happy Birthday (kombiniert mit dem Album-Track Run Run Run und die Maxi auch wieder mit dem zum Füller degradierten Titelsong Free).

## Artwork
Das Front-Cover hat einen schwarzen Hintergrund wie einen Nachthimmel. Die darauf gezeichneten Ornamente erinnern durch ihre leuchtenden Farben an Glasmalerei-Kirchenfenster. Sie sind jedoch detailreicher, genauer gesagt verschnörkelter. Im oberen Viertel befindet sich ein orange-rotes Spruchband mit der Gruppenbezeichnung in schwarzer Schreibschrift. Zwischen den Namesteilen „Concrete“ und „Blonde“ sind eine Sonne und ein (nur etwas kleinerer) Mond, jeweils mit Gesicht, eingefügt. Im unteren Viertel flattert ein weiteres Spruchband mit dem Albumtitel in unverbundenen schwarzen Schreibschrift-Großbuchstaben. Darunter breitet ein in einer Wolke aus Luft und Blumen sitzender nackter Engel seine Arme aus. Den größten Platz nehmen die dazwischen gezeichneten Figuren ein. Es sind individuelle Darstellungen der Sternzeichen Skorpion, Zwillinge, Jungfrau und Löwe. Der Skorpion steht für den am 17. November 1959 geborenen Rushakoff, die Zwillinge für den am 23. Mai 1952 geborenen Mankey, die Jungfrau für die am 22. September 1957 geborene Napolitano und der Löwe folglich für Bloch. Kleine fünfzackige rot-gelbe Sterne sind über das Cover verstreut, deutliche Ansammlungen gruppieren sich dabei um die Sternzeichenfiguren.
Auf dem Back-Cover verschwimmen wasserfarbenartig Blau-, Lila- und Brauntöne. Im oberen Viertel ist eine Art Narr im Schneidersitz abgebildet, der den Stiel einer Sense mit dem einer Blume kreuzt. An der Stelle, wo auf der Vorderseite die Sternzeichen platziert sind, befinden sich vier Schwarzweiß-Fotos in Kirchenfenster-Form, die die Musiker vom Scheitel bis zum Oberschenkel zeigen. Den Rahmen dieser Fotos bilden die Zodiak-Symbole, unten ergänzt durch kleinere abstraktere Sternzeichen-Interpretationen. Während der Löwe nun als Chimäre daherkommt, aber noch als solcher zu erkennen ist, erfordert die Jungfrau-Umsetzung in Form zweier Handflächen einige Fantasie. Im unteren Teil stehen handschriftlich in Orange die Songtitel.
Umrahmt von den vier Eckzeichnungen einer Blumenvase, eines Baumes, eines Augenpaares, eines Sonnengesichtes, die durch Ranken und Spielsymbole verbunden sind, befindet sich auf dem Inner-Sleeve ein Zitat von Leon Russell, den Napolitano und Mankey dereinst musikalisch begleitet hatten, das einen pessimistischen Blick auf die Regierenden wirft.
Einen Bezug zu den Songtexten gibt es weder bei den Sternzeichen noch bei der Politiker-Schelte.
Das Konzept entwickelte Johnette Napolitano zusammen mit Anne Sperling, die auch die Umsetzung vornahm.
Bei der CD-Ausgabe mit seinem bedruckbaren runden Datenträger bot sich die Aufbringung eines Tierkreises an.

## Rezeption
Die Internet-Plattform Allmusic vergab 3 von 5 möglichen Sternen.